# Johann Philipp Wolff (Mediziner, 1705)
Johann Philipp Wolff (* 3. Juli 1705 in Schweinfurt; † 11. April 1749) war ein deutscher Mediziner, Arzt in Schweinfurt und Leibarzt des Grafen von Schloss Rüdenhausen.

## Leben
Johann Philipp Wolff studierte Medizin und wurde 1726 an der Universität Erfurt promoviert. Danach wirkte er als praktischer  Arzt in Schweinfurt. Später wurde Johann Philipp Wolff Rat und Leibarzt von Johann Friedrich zu Castell-Rüdenhausen.
Am 1. Oktober 1731 wurde er unter der Matrikel-Nr. 430 mit dem akademischen Beinamen Cleon I. zum Mitglied der Leopoldina gewählt.